# Menteng (Bogor Barat)
Menteng is een bestuurslaag in het regentschap Kota Bogor van de provincie West-Java, Indonesië. Menteng telt 15.689 inwoners (volkstelling 2010).